# Couillet
Couillet (en wallon Couyet) est une section de la ville belge de Charleroi située en Wallonie dans la province de Hainaut. Au XIXe siècle et au XXe siècle, la localité a été un grand centre industriel de production charbonnière, métallurgique et chimique.
C'était une commune à part entière avant la fusion des communes de 1977. Elle compte environ 11 500 habitants en 2022.

## Toponymie
Le toponyme de Couillet est issu de l'Antiquité. Il vient de Culiacum (déjà mentionné en l'an 840), c'est-à-dire le domaine de Culius (nom gallo-romain). Le toponyme du quartier des Fiestaux est quant à lui issu de « fastigium altum », le haut sommet ou faîte.

## Géographie

### Géographie physique
Le paysage de Couillet est assez vallonné, son altitude se situant entre 100 m et 200 m. Le nord de la localité est bordé par la Sambre qui marque la limite avec Montignies-sur-Sambre. Des anciens terrains industriels sont situés le long de la Sambre.
Les coteaux de la Sambre et le plateau de Couillet à la limite de Loverval sont notamment constitués en sous-sol de roche calcaire. Une carrière y a été exploitée par la Société Solvay pour la fabrication de la soude caustique (procédé Solvay). Dans les dépressions karstiques à la limite avec Châtelet, on trouve des dépôts sableux de la Formation de Couillet qui contiennent de minces couches argileuses. Dans le passé, le sable fin argileux de la Formation de Couillet était destiné aux fonderies. Mélangé avec le sable d’Erquelinnes sous-jacent, il servait au moulage des pièces métalliques.
La présence dans le sous-sol de Couillet de houille à proximité de la Sambre a également permis le développement d'une activité minière et de charbonnages (Puits Sainte-Marie à Fiestaux et Puits no 5 dit du « Pêchon », à la limite avec Marcinelle).

### Hydrographie
Couillet est principalement traversé par la Sambre au nord de la localité dans laquelle viennent se jeter le ruisseau de Saint-Hubert (qui naît à Loverval), le ruisseau des Haies (issu de l'étang du centre de délassement de Marcinelle-Loverval), le ruisseau de Nalinnes, le ruisseau de Loverval et le Ry de Couillet qui sépare Couillet de Marcinelle.

### Morphologie urbaine

#### Quartiers
Couillet est divisé en plusieurs quartiers :
- Le village est un quartier situé au nord, là où se trouve la maison communale. En 1843, le passage du chemin de fer (ligne Charleroi-Namur) a divisé le quartier en deux[6]. Le village ne sera désormais relié au sud de la localité que par deux embranchements carrossables et deux passages souterrains pour les piétons[6]. En 1827, une verrerie a été construite, accompagnée de deux rangées de maisons pour loger les ouvriers qualifiés. En 1828, la firme Fontaine Spitaels a érigé quatre hauts-fourneaux et 200 fours à coque[6]. Une école a été ouverte en 1831, près de la maison communale[6]. En 1905, la verrerie a fermé ses fours, et l'État belge a exproprié des terrains pour y aménager le « quai de bois » ainsi qu'une partie de la gare de formation de Charleroi-Sud[6],[Note 1] ;
- Couillet-centre, un quartier situé en face du chemin de fer où se trouve l'église Saint-Basile. Ce qui est devenu le quartier central faisait à l'origine partie du quartier du Village[7]. Avec la construction de la ligne de chemin de fer, l'aménagement de la route de Châtelet a été à l'origine de la naissance de ce nouveau quartier[7]. À partir de 1866, les constructions se multiplièrent et les emplacements disponibles devinrent rares. Ce quartier devint progressivement le cœur de la vie économique et culturelle de Couillet, abritant la plupart des sociétés locales[7];
- Couillet-queue, un quartier situé au sud traversé par la nationale 5, tire son nom d'un vaste vivier. Les affluents des ruisseaux de Loverval, Nalinnes et du Ry de Couillet formaient une queue de poisson jusqu'en 1825, d'où l'appellation « La queue du Vivier »[8]. Entre 1845 et 1865, la deuxième section de la commune portait le nom de « La Queue »[9];
- Les Fiestaux, le plus ancien quartier de la commune, est le lieu où l'on a découvert les premières traces de présence humaine[10]. Dès 1845, le Fiestaux couvre déjà un tiers de la superficie de la commune, s'étendant entre 140 et 190 mètres d'altitude[11];
- Les Fougères (ou Hublinbu), situé au sud-ouest à la limite avec Marcinelle ;
- La Citadelle, situé sur les hauteurs du quartier du Fiestaux, entre les rues de Gilly et de Villers ;
- Le Bavéry, situé à l'est, là où se trouvait l'ancienne Amicale Solvay, aurait été un bois traversé par un ruisseau. On suppose qu'il aurait pu appartenir à une famille nommée Bavet ou Bavay[12]. L'implantation des industries le long de la Sambre et la création de la ligne ferroviaire entre Charleroi et Namur, avec la gare de « Couillet-Montignies », ont entraîné une augmentation de la population[12]. Après la Première Guerre mondiale, le quartier du Bavery est devenu la zone la plus commerçante de la localité[13],
- Le Coucou. Sur le plan cadastral, cette appellation apparaissait déjà en 1863 et comprenait une quarantaine d'habitations[13],
- L'Amérique, il se situe à droite de la nationale 5, quartier qui possède une cité du même nom,
- Bois des Cloches, situé à proximité avec le R3,
- Les Quatre-Bras, au carrefour de la nationale 5,
  - Les Hauchies. C'est au croisement actuel des rues Destrée, Bellière et Huart-Chapel à Marcinelle, ainsi qu'à Châtelet-sur-Couillet, qu'une chaussée datant de l'époque romaine traversait le ruisseau à gué[14]. Après 1825, le chemin de Dinant fut renommé chemin de Philippeville, car il reliait la nouvelle route de Philippeville aux cinq chemins actuels et bien connus de Couillet[15].

#### Cités
- La Cité du Congo est située dans le quartier des Fiestaux. Elle a été édifiée en 1928 par la société coopérative « La Cité Jardin »[16]. Aux environs de 1934, 124 maisons furent construites rue des Carrières, de la Corniche et Joseph Wauters. Avec l'augmentation de la population, l'administration communale dut créer de nouvelles écoles ainsi qu'une plaine de jeux[16].
- Cité Solvay. Au sud du R3.
- Cité de l'Amérique, il se situe dans le quartier de la Queue. Édifiée en 1922 qui est composée de 99 maisons unifamiliales[17].

#### Domaine et château de Parentville
En 1860, Basile Parent, originaire de Couillet et ayant fait fortune en France, achète aux héritiers de Cartier-Bosquet 28 hectares de terres qu'il destine à ses frères et sœurs restés au village. Il fait construire le château de Parentville. Il abrite actuellement le Centre de culture de l'ULB.

### Bois
Couillet possède le bois de Boubier à la limite avec Châtelet.

### Terril
Terril du Fiestaux, petit terril situé près du site de l'ancien puits du même nom.

## Démographie
| 1801 | 1846  | 1900  | 1947   | 1977   | 2001   |
| ---- | ----- | ----- | ------ | ------ | ------ |
| 332  | 2 124 | 9 872 | 12 931 | 13 234 | 11 373 |

## Histoire
Le village est très ancien et semble avoir été occupé depuis l'Antiquité ainsi que l'attestent différentes fouilles archéologiques et son toponyme. Culiacum est cité pour la première fois sous le nom de « Culiacum ad Sabium » (Culiacum sur Sambre) dans une charte en faveur du chapitre de l'abbaye de Nivelles en 840. Il est de nouveau cité en 966 dans un diplôme d'Othon Ier. Géographiquement, il était implanté sur les collines qui bordent la rivière Sambre, lieu qui portait le nom de « Fiest-haut ».
Jusqu'en 1796, Couillet fait partie de la Principauté de Liège. C'est sur la colline du Fiest-haut que les religieux prémontrés bâtissent en 1161 la première église de Couillet dédiée à Sainte-Catherine. Au début du XVe siècle, l'église Sainte-Catherine ainsi qu'un grand nombre de maisons sont brûlés par le comte Jean III de Namur en lutte avec la Principauté de Liège. La paroisse dévastée et dépeuplée est réunie à celle de Marcinelle. En 1520, les habitants sollicitent la séparation de la communauté de Couillet et celle de Marcinelle. Un château est construit en 1545 à quelques mètres de l'église’. En 1579, Couillet redevient une paroisse autonome de celle de Marcinelle et le prince-évêque de Liège en fait une seigneurie distincte. En 1660, l'établissement d'une fonderie est autorisé à Couillet. Les derniers seigneurs de Couillet avant la Révolution française sont les de Thibaut. De l'époque seigneuriale, il reste des châteaux dont l'un est nommé « La Tourette », donjon bâti au XVIe siècle que l'on trouve au bas de la place communale, l'autre avec ses tourelles se situe à côté de l'endroit dénommé « Les verreries ».
En 1796, les guerres engendrées par la Révolution française ont pour conséquence l'annexion de la Principauté de Liège (et donc de Couillet) au territoire français. Les révolutionnaires français rebaptisent le village en « Violette-sur-Sambre », voulant d'une part marquer la rupture avec le passé principautaire et d'autre part associer Couillet à son aspect encore poétique et agreste. En 1825, on ne recense que 395 habitants, Couillet n'étant alors qu'un village mi-agricole, mi-forestier.

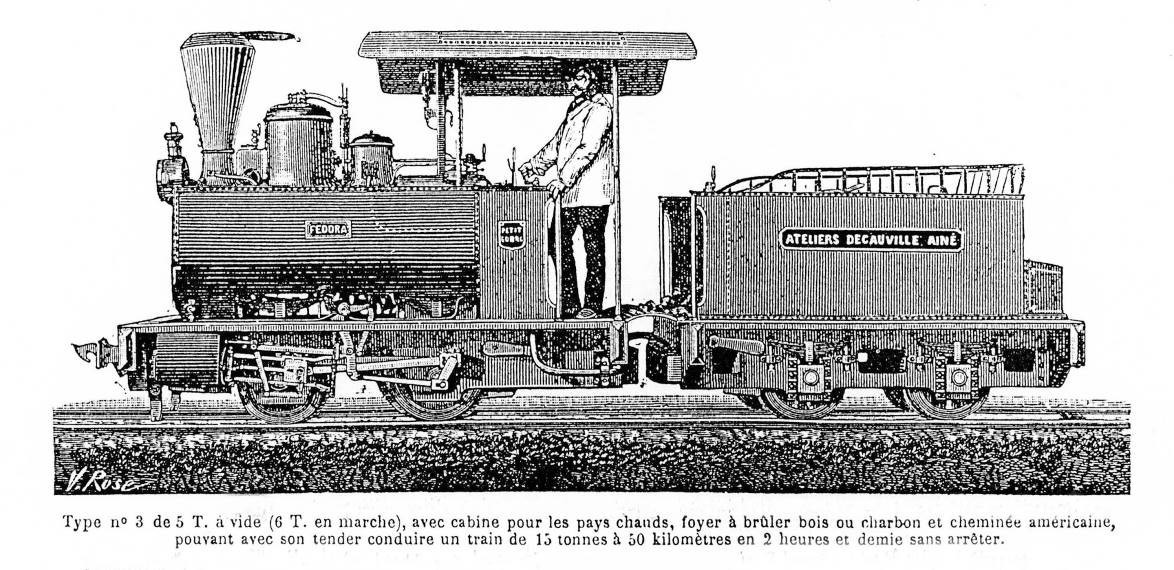
Locomotive à vapeur « Fedora » produite à Couillet par la SA de Marcinelle et Couillet pour la société Decauville.

Au début du XIXe siècle, l'aspect de Couillet change radicalement avec le début de la révolution industrielle. Des charbonnages s'installent aux Festiaux et à la limite de Marcinelle et y extraient la houille. En 1835, un grand complexe sidérurgique s'installe dans la vallée de la Sambre, construit par la Société des Hauts-Fourneaux, Usines et Charbonnages de Marcinelle et Couillet. Cette usine est alors la plus grande fabrique de fer de la Belgique construite sous la forme de sept grands hauts-fourneaux dédiés à la fonte au coke, complétés par un vaste atelier de construction et un laminoir. Sortent notamment de ces usines les locomotives à vapeur Couillet-Hainaut vendues en Belgique et dans le monde entier. Le combustible vient des houillères de Marcinelle. Le minerai est acheminé via la rive droite de la Sambre et les voies ferrées.

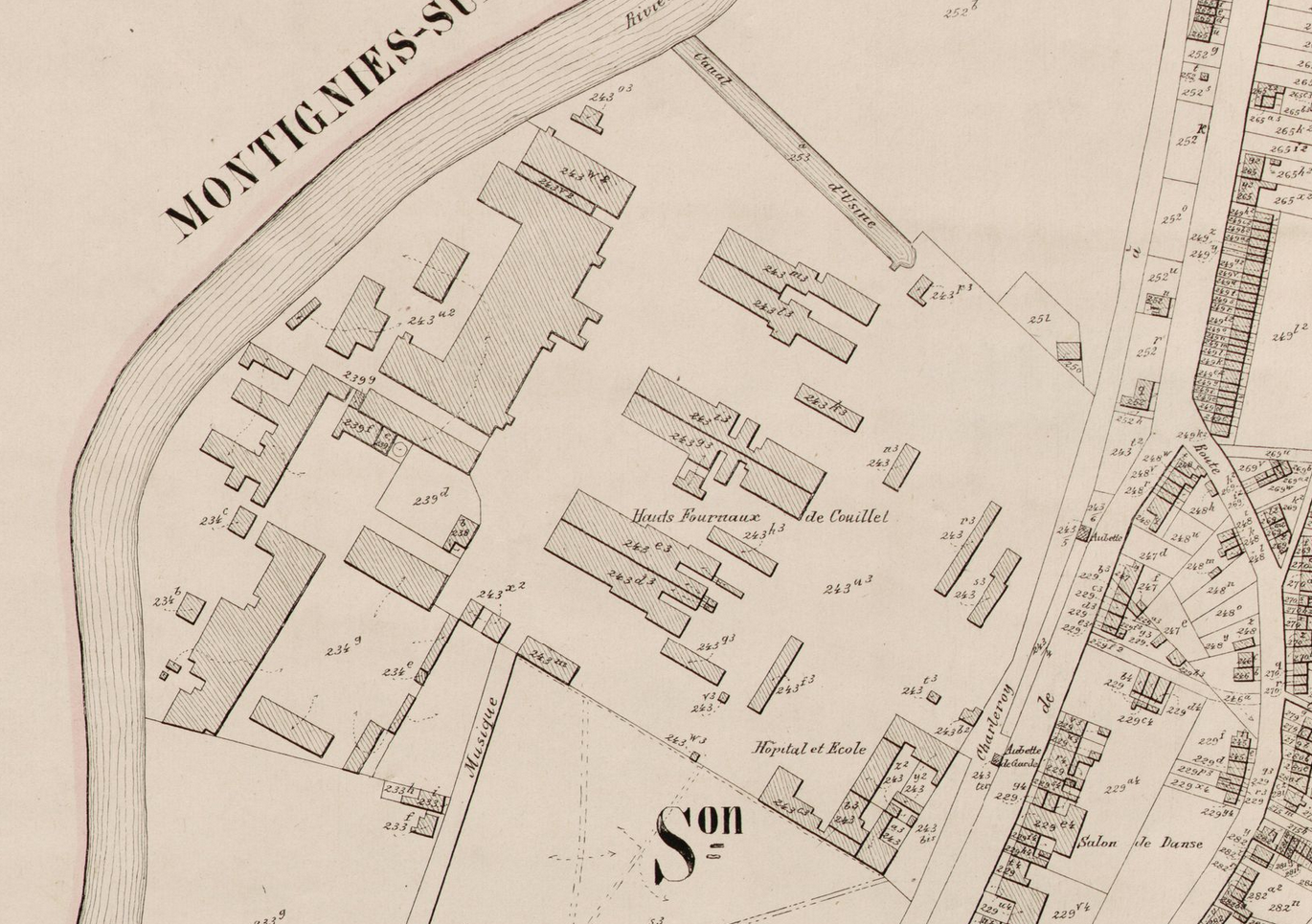
Hauts-fourneaux, vers 1865. Extrait de l'atlas cadastral parcellaire de la Belgique, plus connu sous le nom de Plans Popp.

C'est également à Couillet qu'Ernest Solvay et son frère Alfred Solvay installent leur première usine de soude caustique en 1863après avoir déposé un brevet pour le révolutionnaire Procédé Solvay. Ce n’est pas par hasard qu'ils s'installent à Couillet : il s'agit d'un centre mondial de l’industrie du verre qui consomme énormément de soude. Des années 1900 aux années 1980, la carrière de roche calcaire des Festiaux est exploitée par la Société Solvay pour la fabrication de la soude. Les réserves de calcaire s'épuisant aux Festiaux, Solvay arrête la production de carbonate de soude à l'usine de Couillet en 1993.
En 1889, l'aciérie Martin-Siemens qui utilise le Procédé Martin-Siemens est construite à Couillet en vue de la fabrication de matériel de guerre tel que des tourelles blindées et des obus de différents calibres. S'y ajoute la construction en 1892 d'un convertisseur Bessemer, et en 1894 d'un laminoir de rouleaux.
Au début de la Première Guerre mondiale, le 22 août 1914, l'armée allemande exécute 18 civils et détruit 406 bâtiments. L'unité en cause est le 19e division d'infanterie de réserve. Ces événements font partie des Atrocités allemandes en 1914. Le 23 août 1914, la commune a donné son nom à un traité signé au château de Parentville. Ce traité est en réalité une lourde indemnité de guerre imposée à la ville de Charleroi et aux communes environnantes par le général allemand Max von Bahrfeldt.
Au cours de la Seconde Guerre mondiale, le 11 avril 1944 des bombardiers moyens B26 Marauder américains attaquent la gare de formation de Couillet qui vu la dispersion des bombes causent de graves dégâts dans la localité avoisinante, Bouffioulx.

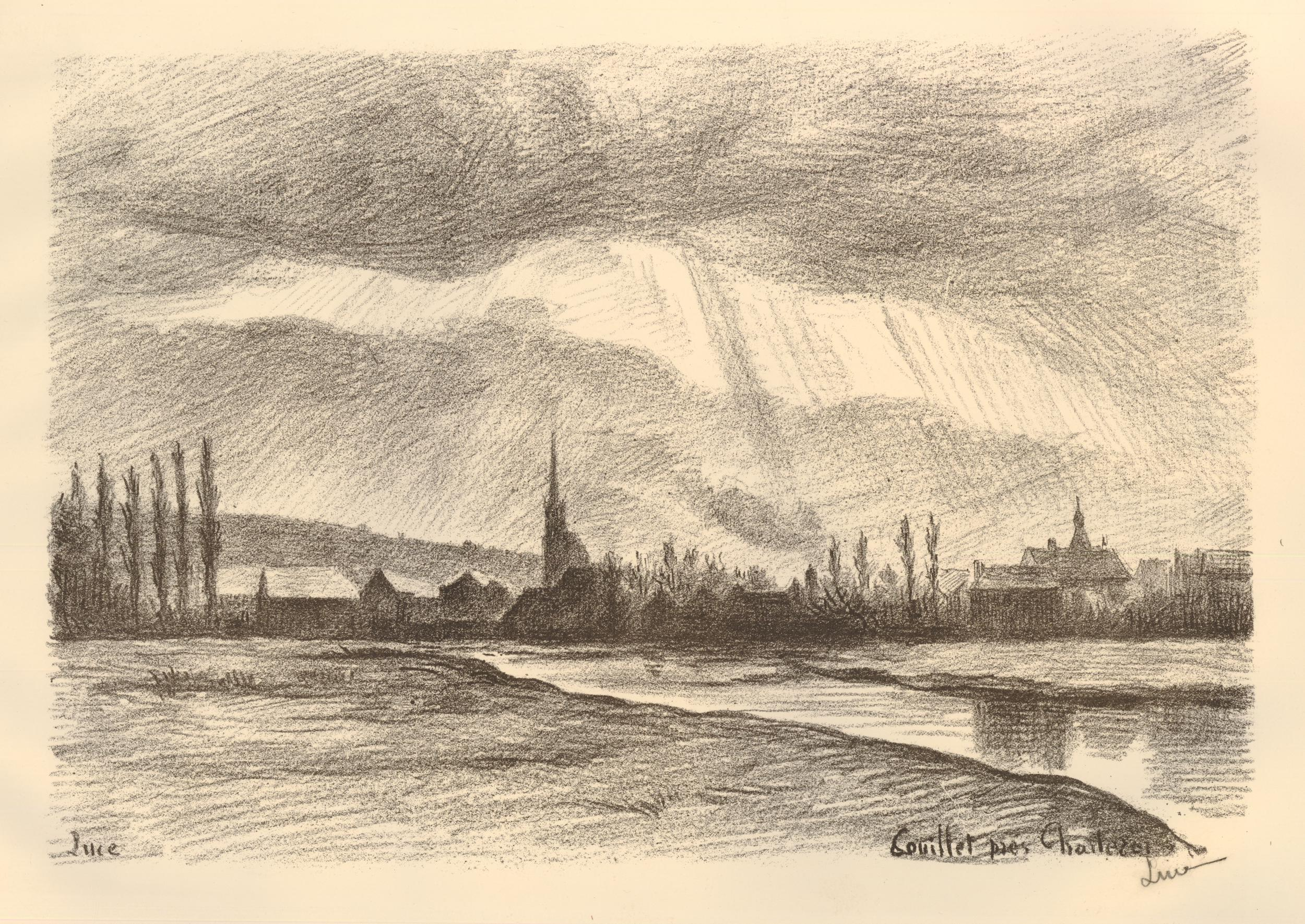
Vue de Couillet, lithographie de 1895 conservée au British Museum.

Particulièrement développée avant les années 1960 grâce aux aciéries et aux charbonnages, la localité n'est plus que le reflet de son lustre passé depuis la fermeture de ses industries lourdes et extractives. L'usine Solvay est désormais complètement rasée. Seul subsiste le Casino Solvay, dernier vestige de la volonté sociale d'Ernest Solvay qui attend une nouvelle affectation.
En 1977, Couillet fusionne avec 14 autres communes pour former l'entité de Charleroi.
Depuis la fin du XXe siècle, un des défis sur le territoire de Couillet est la réaffectation des anciens terrains industriels. Ceux-ci sont notamment réemployés à de nouveaux projets à vocation environnementale ou commerciale. En 2013, est construit à Couillet un grand centre de tri automatisé des déchets PMC dénommé Valtris qui dépend de l'Intercommunale de collecte et de destruction des immondices (ICDI) de la région de Charleroi désormais appelée Tibi. En juin 2021, le centre Valtris de tri de déchets est modernisé, permettant grâce à sa technologie de pointe, de séparer en 14 fractions distinctes le contenu du sac bleu de près de 1,7 million d’habitants des zones intercommunales de la province de Namur, de la province du Brabant wallon, de la province de Luxembourg et de la région de Charleroi. En 2014, le centre commercial Bellefleur s'implante dans le centre de Couillet à proximité immédiate du Ring belge R3 qui traverse la commune depuis la fin des années 1980. Son nom fait référence à la Bellefleur ou le châssis à molette des charbonnages en hommage au passé minier de la commune.

## Armoiries
|  | Blason de Couillet Blasonnement : De gueules à trois étoiles à six rais d'or, au chef de même chargé d'une aigle issante de sable, couronnée d'or, becquée et languée de gueules. - Délibération communale : 11 juin 1954 - Arrêté royal : 12 mai 1965 - Moniteur belge : 29 juillet 1965 |

## Liste des bourgmestres jusqu'en 1977
Liste des maires et bourgmestres avant l'indépendance de la Belgique.
- De 1792 à 1797 : Paul Des Champs (bourgmestre puis maire).
- De 1797 à 1800 : Joseph Lebon (maire).
- De 1800 à 1817 : Jean Baptiste Bosquet (maire puis bourgmestre).
- De 1817 à 1824 : Théodore François de Thibault (bourgmestre).
- De 1824 à 1830 : Frédéric de Dorlodot (bourgmestre).

Liste des bourgmestres depuis l'indépendance de la Belgique jusqu'au rattachement de Couillet à Charleroi :
- 1830 - 1848 : Frédéric de Dorlodot ;
- 1848 - 1855 : Fortuné Danhieux ;
- 22 mars 1848 - 31 décembre 1878 : Ambroise Bolle ;
- 10 janvier 1879 - 26 mai 1886 : Alexandre de Thibault ;
- 1er octobre 1886 - 24 octobre 1895 : Louis Rainson ;
- 28 décembre 1895 - 1er août 1905 : Gustave Quinet ;
- 1er juillet 1905 - 13 avril 1907 : François Debroux, bourgmestre faisant fonction ;
- 14 avril 1907 - 15 janvier 1908 : Charles Pehon, bourgmestre faisant fonction ;
- 16 janvier 1908 - 19 août 1921 : Edmond Deschamps ;
- 20 août 1921 - 31 mai 1964 : Eugène Van Walleghem, député-bourgmestre, (POB-PSB) ;
  - 17 mai 1940 - 31 décembre 1942 : Edmond Deschamps, bourgmestre faisant fonction, (POB) ;
  - 1942 - 4 septembre 1944 : Couillet est intégré dans le Grand Charleroi (ne pas confondre avec le « Grand Charleroi » d'après la fusion des communes de 1977) ;
- 1er juin 1964 - 31 décembre 1964 : Georges Xavier Monard, bourgmestre faisant fonction puis bourgmestre, (PSB) ;
- 1er janvier 1965 - 31 décembre 1976 : Georges Lambermont, (PSB).

## Patrimoine et culture

### Patrimoine architectural, monuments et curiosités

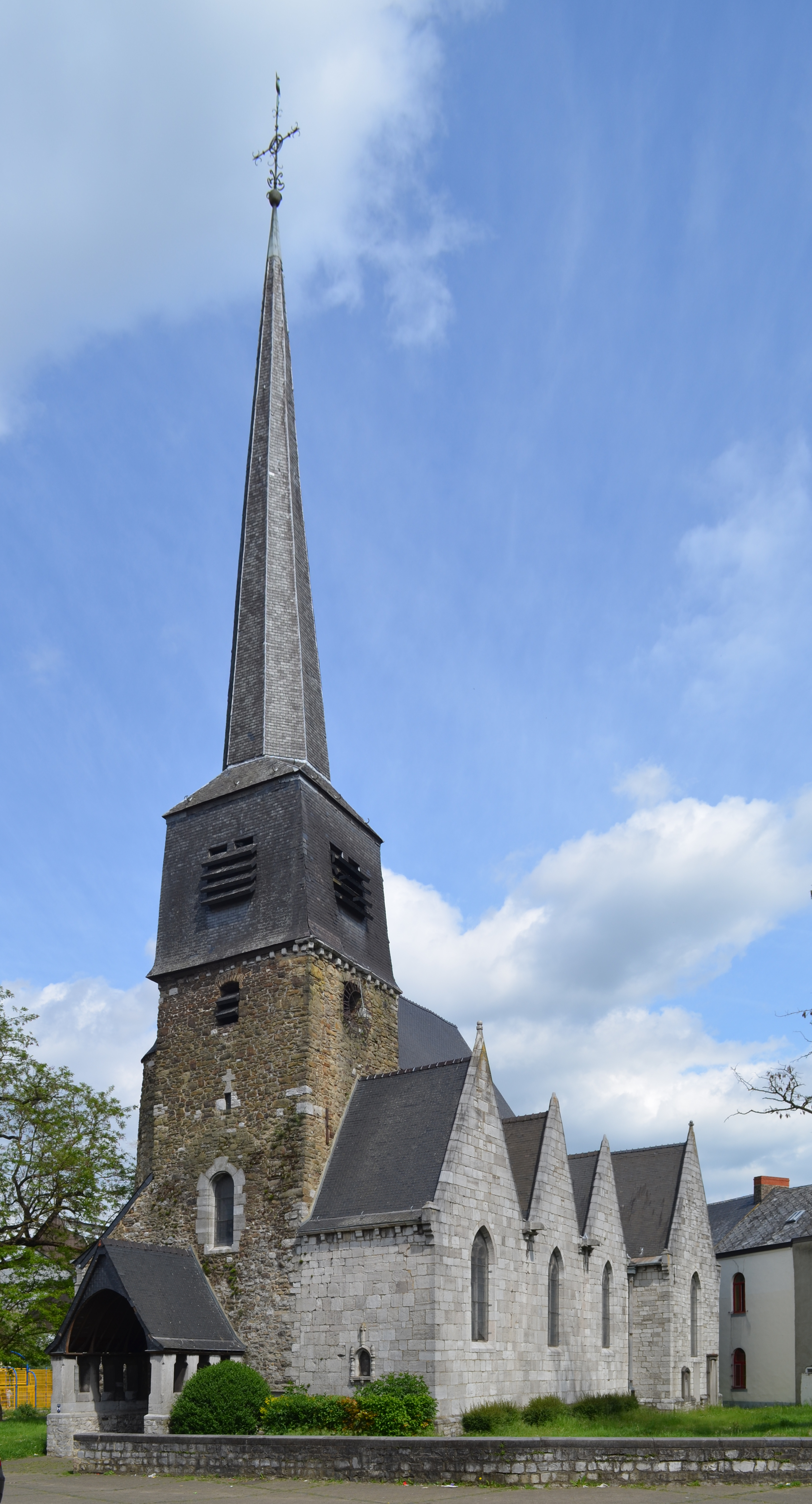
L'église Saint-Laurent.

- L'église Saint-Laurent (IXe – XXe siècle)[31].L'église Saint-Laurent, bâtie à partir du XIe siècle, repose sur les restes d'un sanctuaire carolingien. L'église a été restaurée à la fin du XIXe siècle par Auguste Cador, qui modifie l'ensemble. L'église a été restaurée en 1949-1950 par l'architecte Simon Brigode.
- L'église Saint-Basile. Fut construite par la générosité de Basile Parent. Édifice néo-gothique en brique et calcaire bâti par l'architecte Auguste Quinet en 1865-1867[32]. Fermée par les autorités communales de Charleroi pour cause de crainte d'effondrements en 2000.
- La « Tourette », bâtie au XVIe siècle, bâtiment de briques et de pierre avec une tour d'angle qui se situe sur la place Communale.
- La maison Guildhof, date de 1560, il se situe rue du Village[33].
- L'ancienne maison communale, elle se situe dans le quartier du « Village » à proximité de l'église Saint-Laurent. Elle est édifiée en 1882.
- Le château Parent ou de Parentville, sur les hauteurs de Couillet ancienne demeure de Basile Parent. Racheté en 2016 par la province de Hainaut, il est destiné à devenir le siège des activités sociales de la province.
- L'Amicale Solvay à Couillet et à Jemeppe-sur-Sambre. Bâtie en 1937 à 1939 par l'architecte Cozac[34] et abritait avant une piscine et un casino.
- Église Notre-Dame du Rosaire, édifiée de 1913 à 1914 par l'architecte Hector Pierard[35], elle se situe dans le quartier de l'Amérique.
- Église du Sacré-Cœur, construite en 1954[36], dans le quartier des Fiestaux.

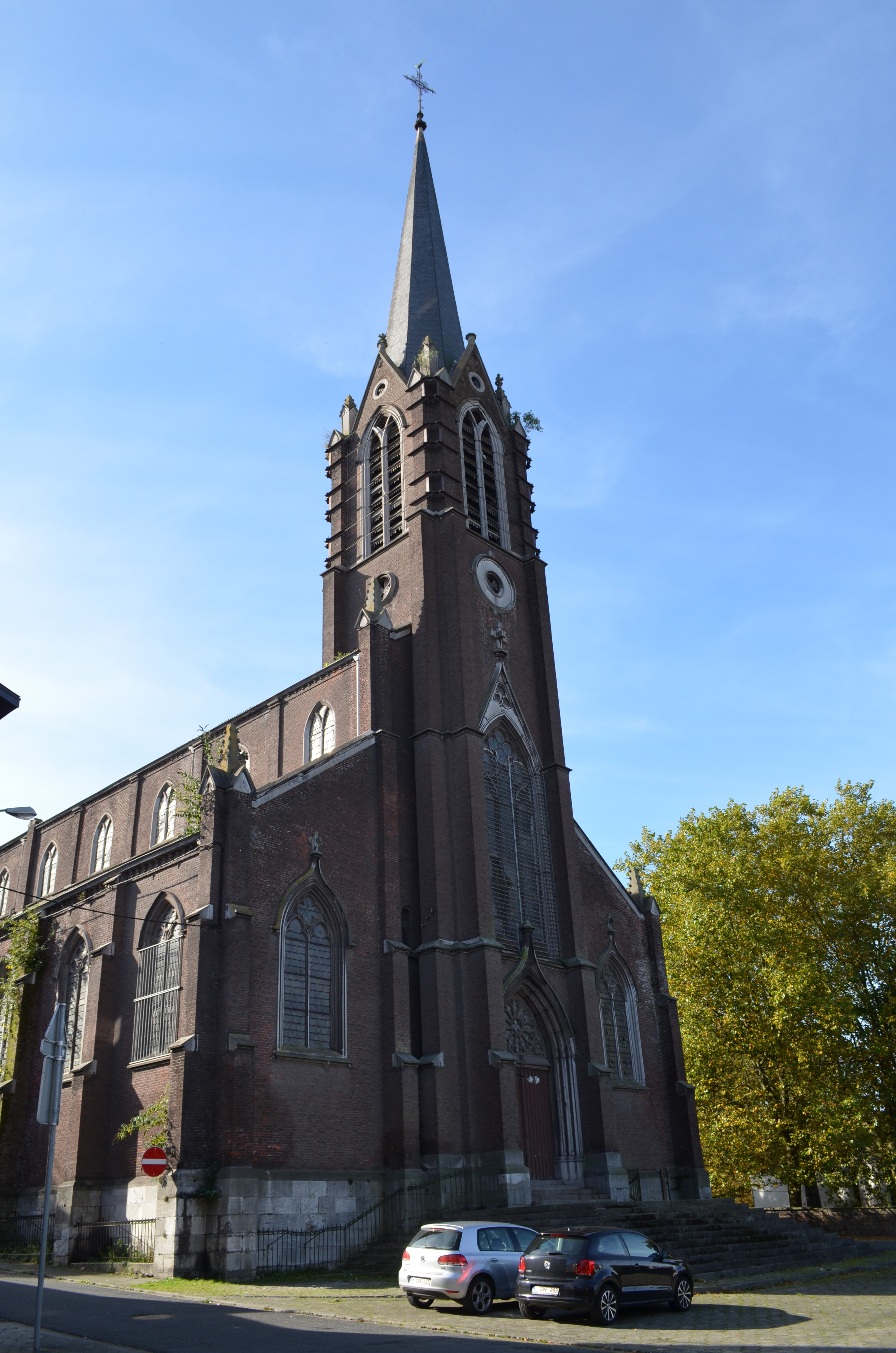
L'église Saint-Basile.

- Différentes locomotives à vapeur Couillet-Hainaut sont encore en activité dans des lieux ouverts au tourisme :
  - une locomotive 1900 a été acquise par la parc animalier Pairi Daiza en 2022 ;
  - une locomotive 20T 1885 Chuquitanta a été remise en service dans le Kent (Royaume-Uni) ;
  - une locomotive 1910 du Chemin de fer touristique du Tarn[37] est classée comme monument historique en France[38];
  - les locomotives numéros 861 « John Benn » et 986 « Carbon » construites par Couillet pour Decauville opèrent toujours sur des lignes de chemin de fer touristique en  Australie[39],[40].

#### Monuments
- Monument aux morts, édifié en 1920[41], à proximité de l'église Saint-Basile.
- Monument du traité de Couillet, rue de Villers.
- Monument aux victimes des bombardements et aux fusillés en 1944. Il est situé dans le quartier de la Sibérie sur le territoire de Bouffioulx, chemin du Bois.
- Plaques commémoratives de la guerre de 1940-1945[42],[43] imposées sur l'hôtel de ville.

#### Curiosités
- Les vestiges du monument allemand installé après la bataille de la Sambre de 1914 et détruit après l'Armistice de 1918.
- Château d'eau, édifié en 1960, il se situe à la limite avec Loverval.
- Chevalements du puits no 5 dit du « Pêchon ». Sur l'ancien site du charbonnage de Monceau-Fontaine.

### Culture

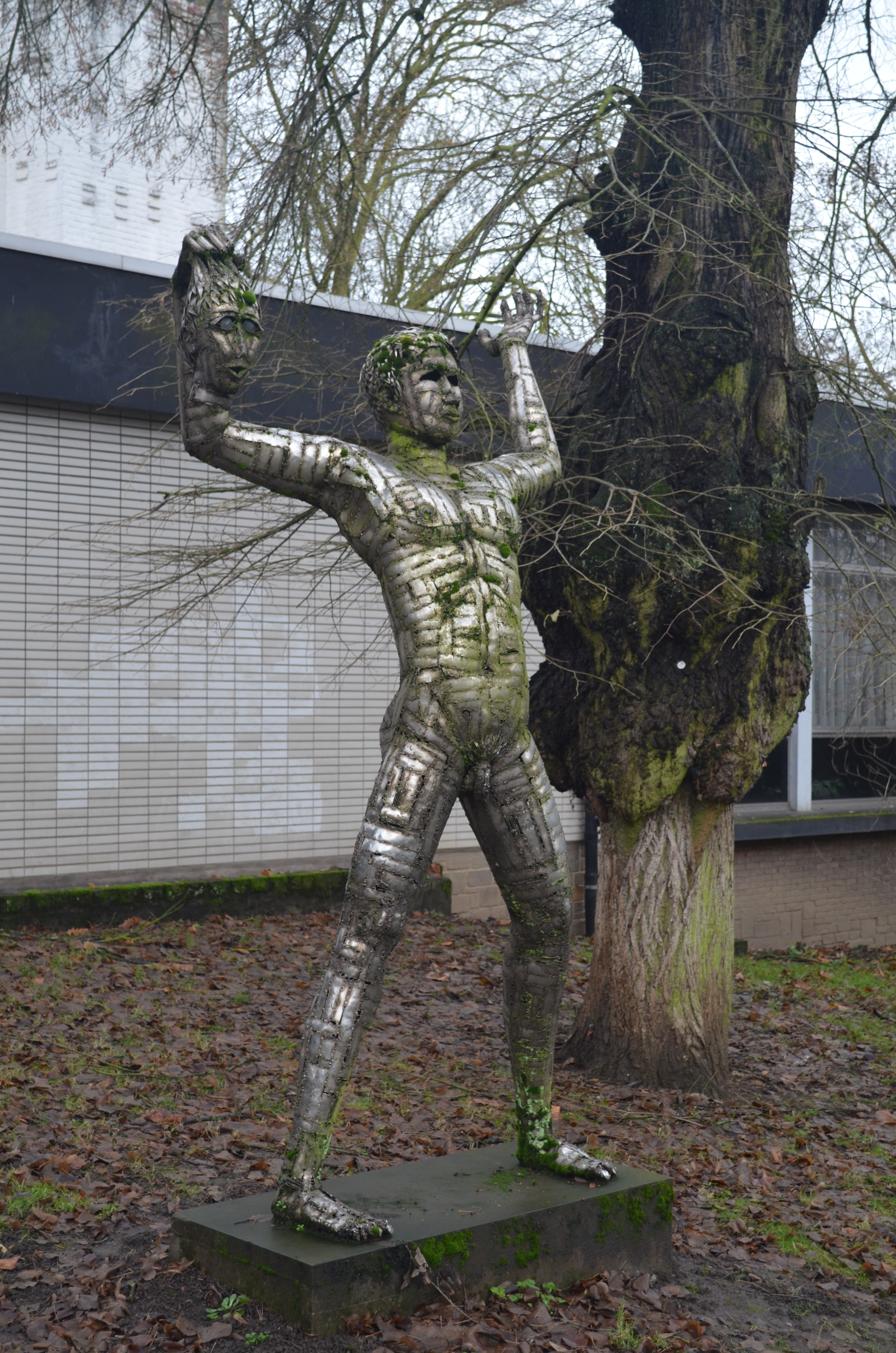
La statue de Persée et le centre culturel de Couillet.

L'imposante statue métallique trônant devant le centre culturel de Couillet et représentant Persée est l'œuvre de l'artiste Giuseppe Miggiano. Centre culturel de Couillet, inauguré en 1971. Il se situe à l'entrée du parc près de l'église Saint-Basile.
Théâtre : Cercle wallon de Couillet, au centre culturel.
Bibliothèque, route de Philippeville dans le bâtiment où se trouve l'académie de Couillet.

#### Folklore
Marche Saint-Laurent, tous les deuxièmes dimanches d'août, cette marche est créée en 2012.

## Lieux publics

### Parc et espace vert
Parc communal de Couillet, fut aménagé en 1925 à l'usage public.
La localité possède plusieurs espaces verts sur son territoire notamment en face de l'Établissement Communal d’Enseignement de Promotion Sociale de Couillet, près de l'école du Fond Jacques dans le quartier du Fiestaux et le Centre de Délassement et du bois du Prince qui se trouvent sur le territoire de Marcinelle et de Loverval.

### Cimetières
Couillet dispose de deux cimetières : cimetière de Couillet-centre et cimetière des Fiestaux.

## Enseignement

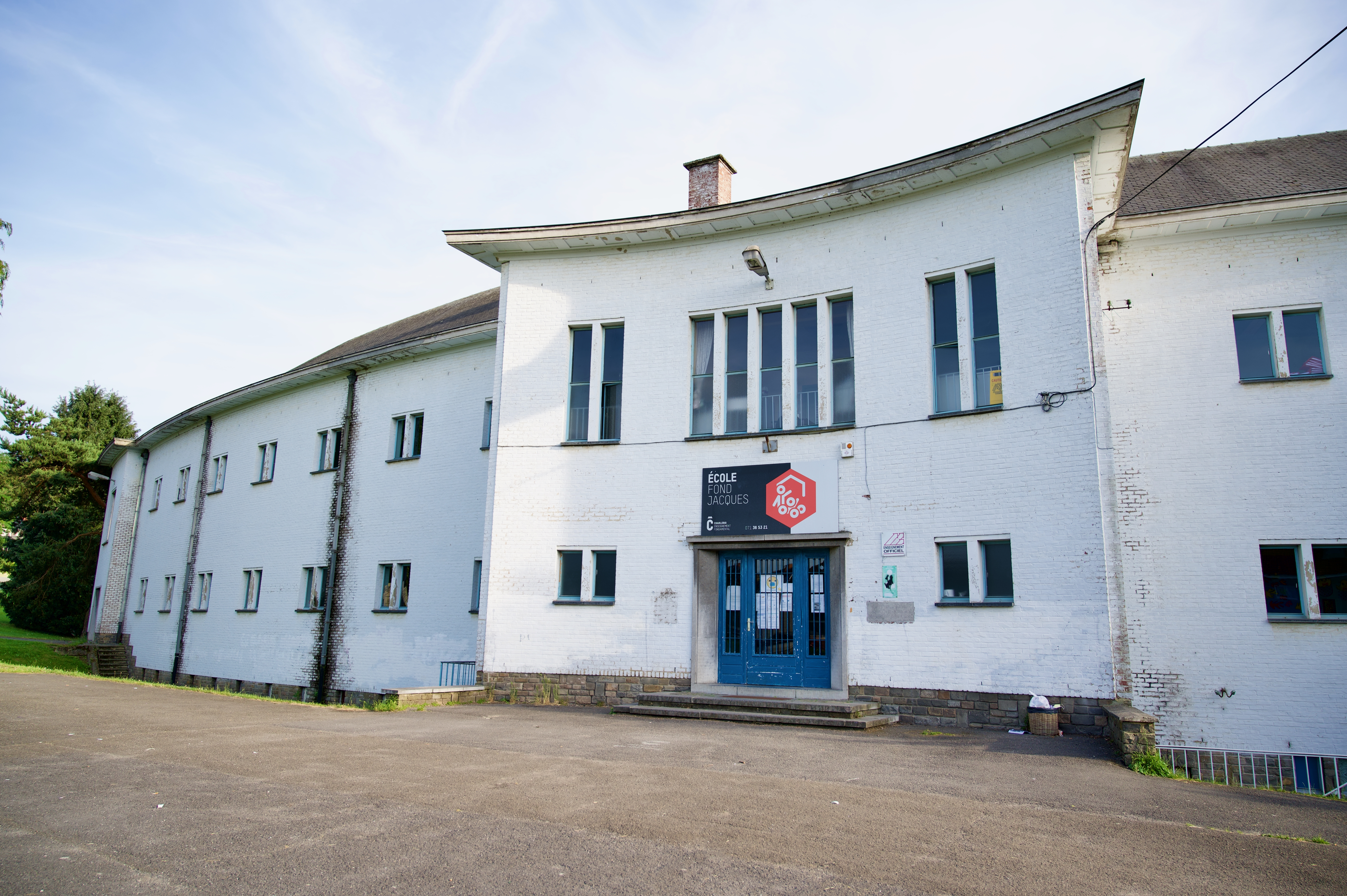
L'école du Fond Jacques.

### Réseau communal de Charleroi
La localité possède des écoles qui sont dans le réseau communal : Fond Jacques, Fougères, La Colline (maternelle), école du 22 juin, Centre (école Alphonse Vaisière), académie de Couillet et CECS, route de Philippeville.

### Autres écoles
École Notre-Dame de Loverval section Couillet (maternelle et primaire), école fondamentale libre Saint-Joseph.

## Galerie

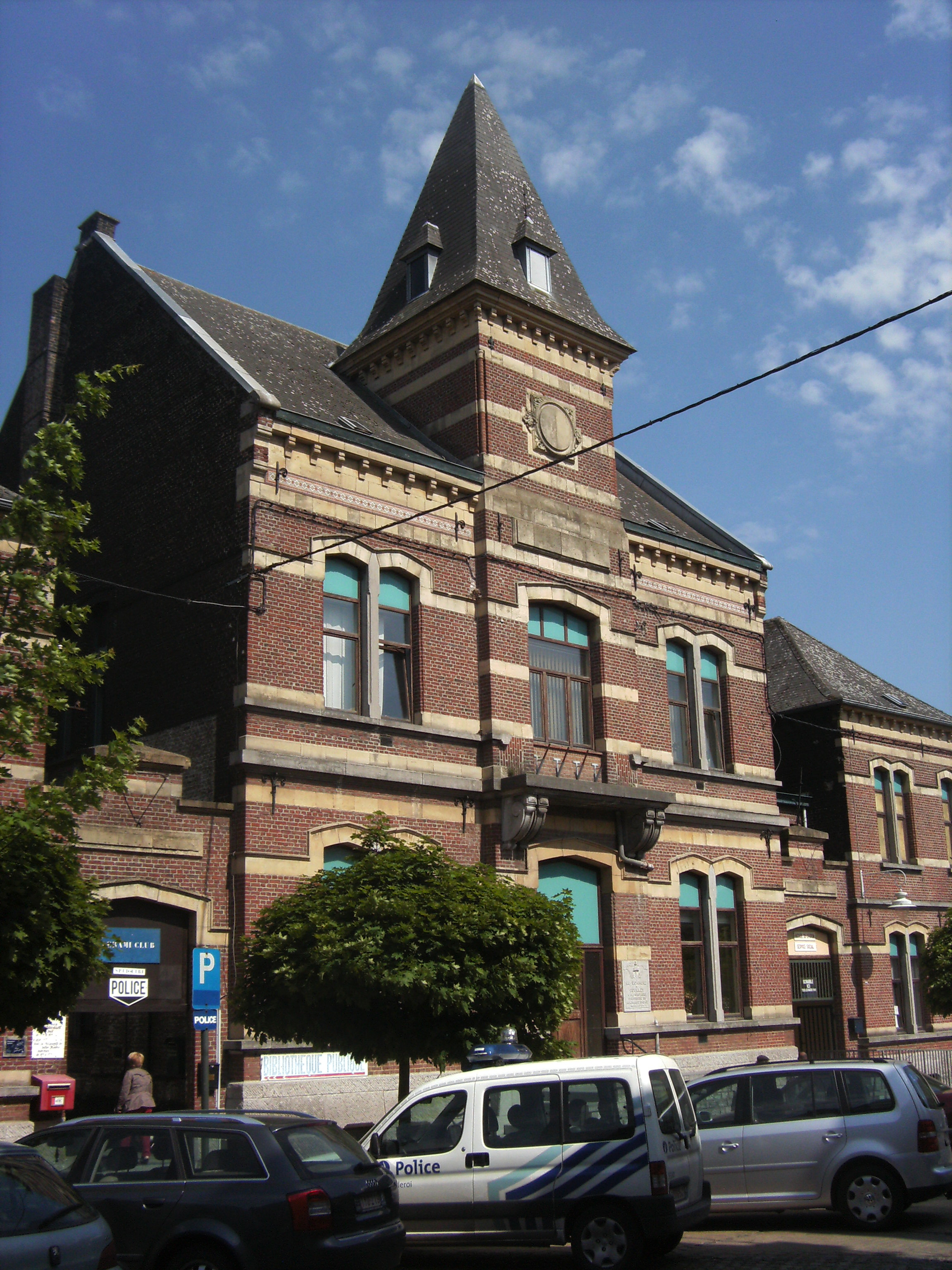
Hôtel de Ville (1882)[47].
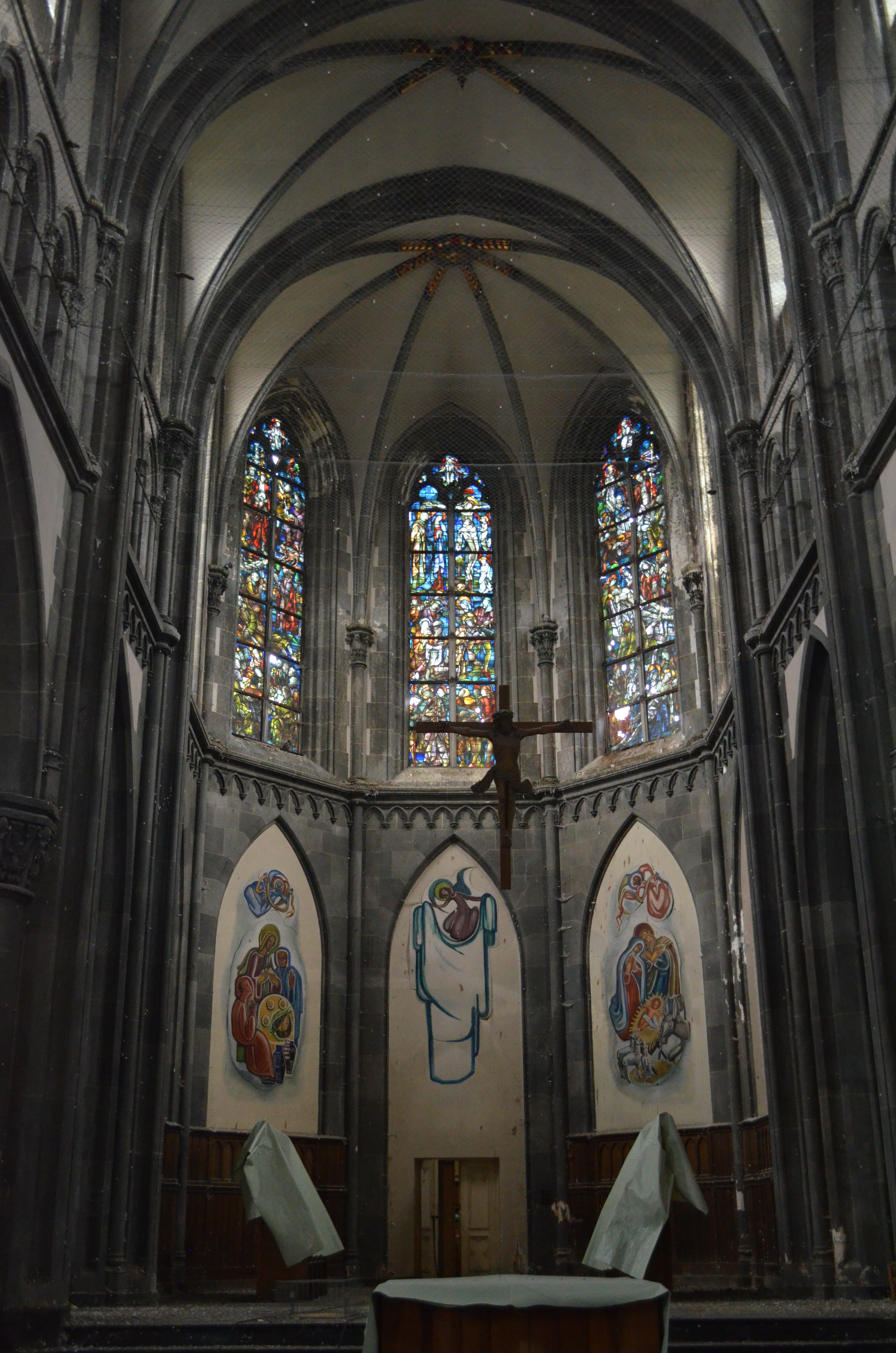
Chœur de l'église Saint-Basile (XIXe siècle).
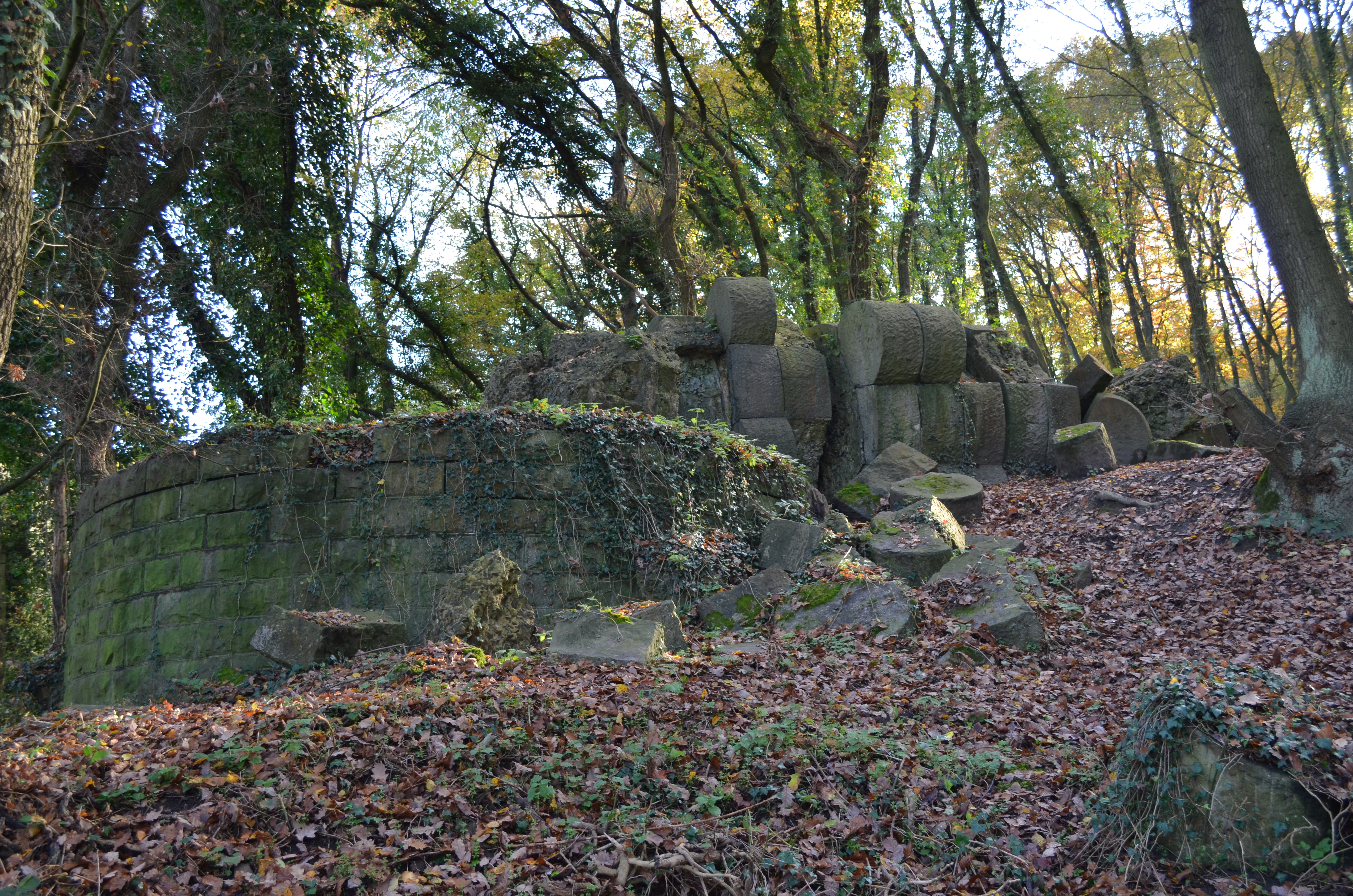
Monument allemand « Den Kameraden » inauguré le 22 août 1915 pour commémorer la bataille de la Sambre d'août 1914. Il est dynamité le 11 novembre 1919[48].
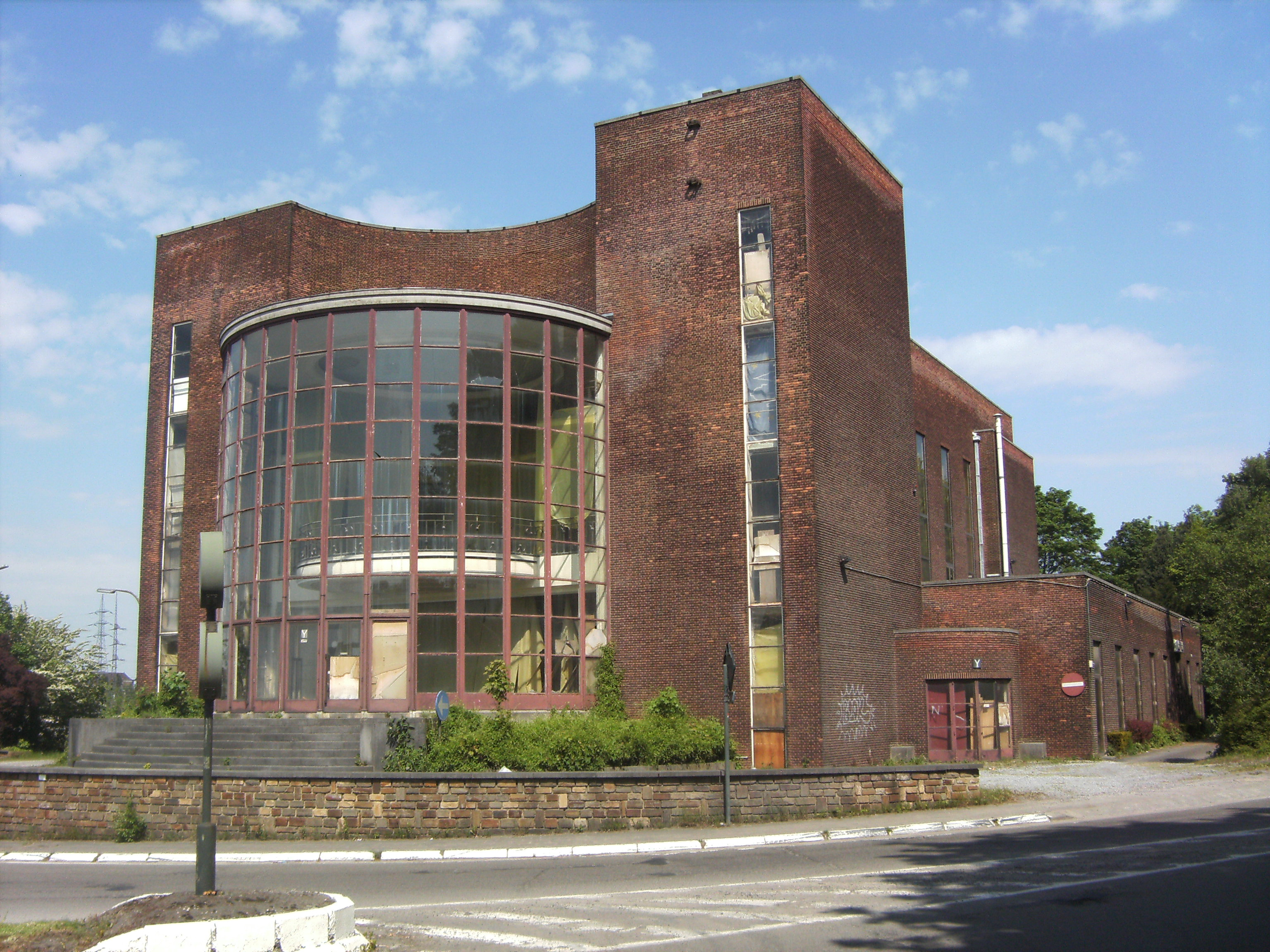
Amicale Solvay (1937-1939)[49].
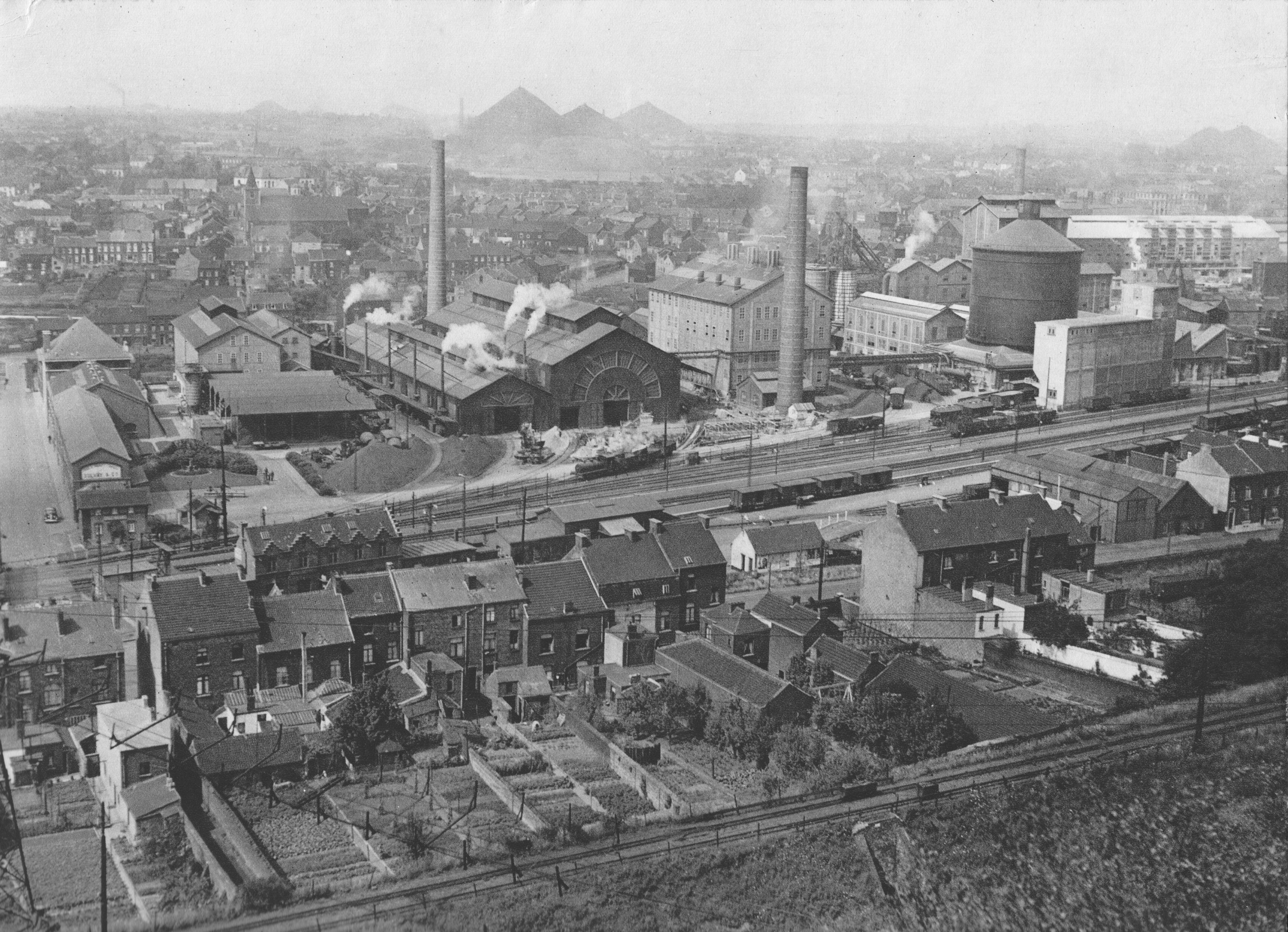
L'usine Solvay en 1939.
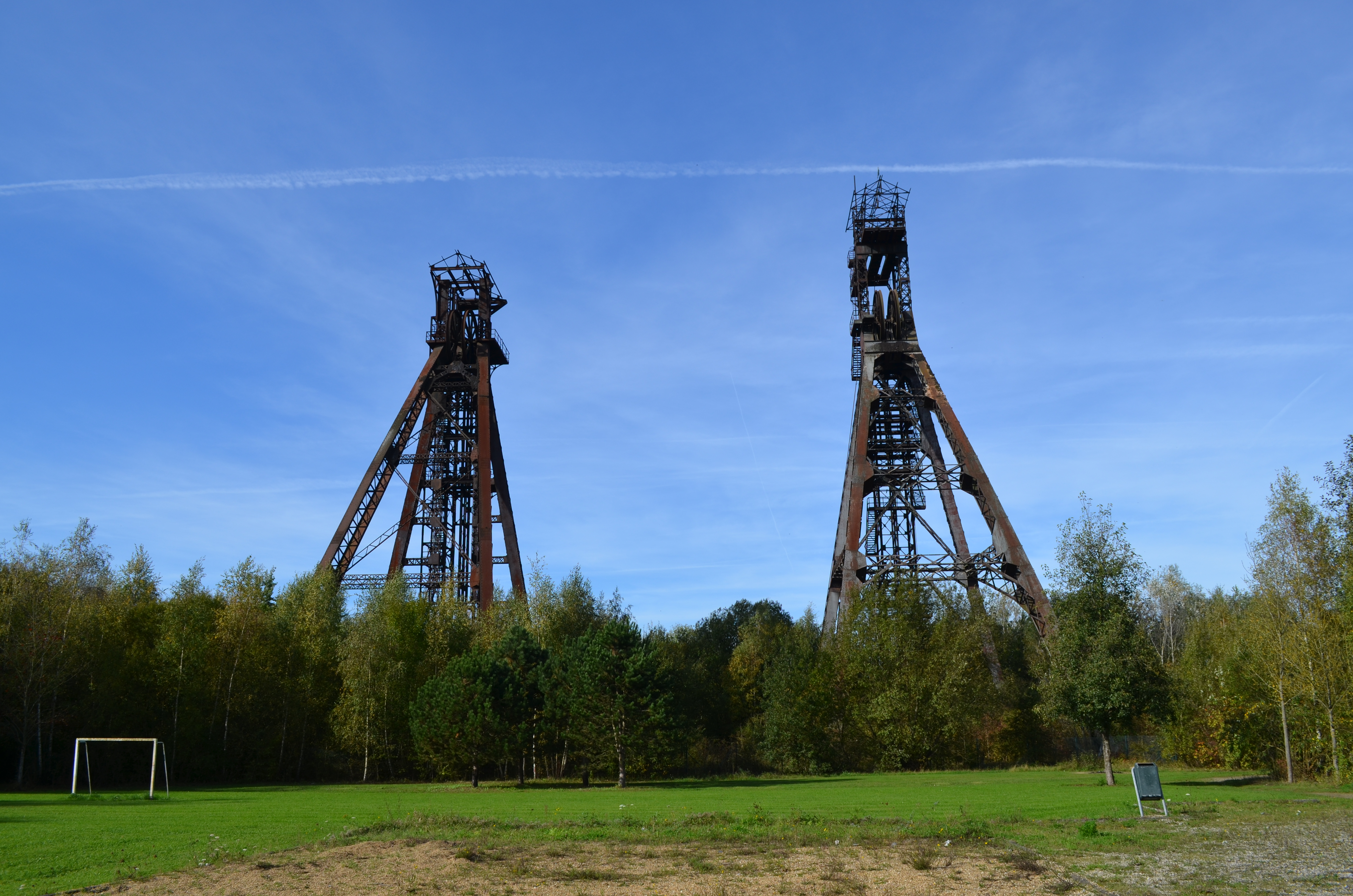
Chevalements du puits no 25 du charbonnage de Monceau Fontaine, dit Le Pêchon.
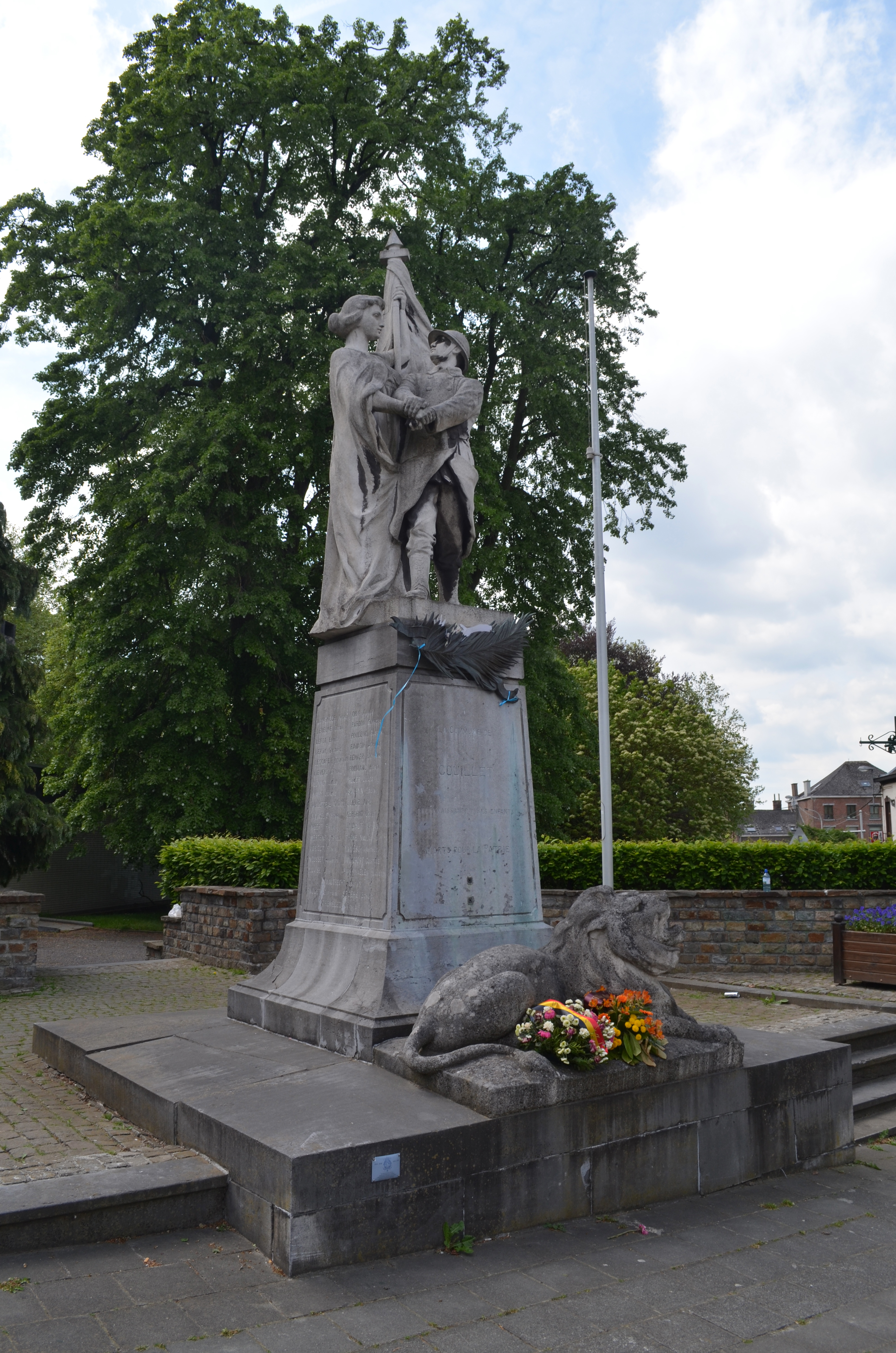
Le monument aux morts de la guerre de 1918-1918, situé à cet emplacement depuis 1925 [50],[51], place Basile Parent.
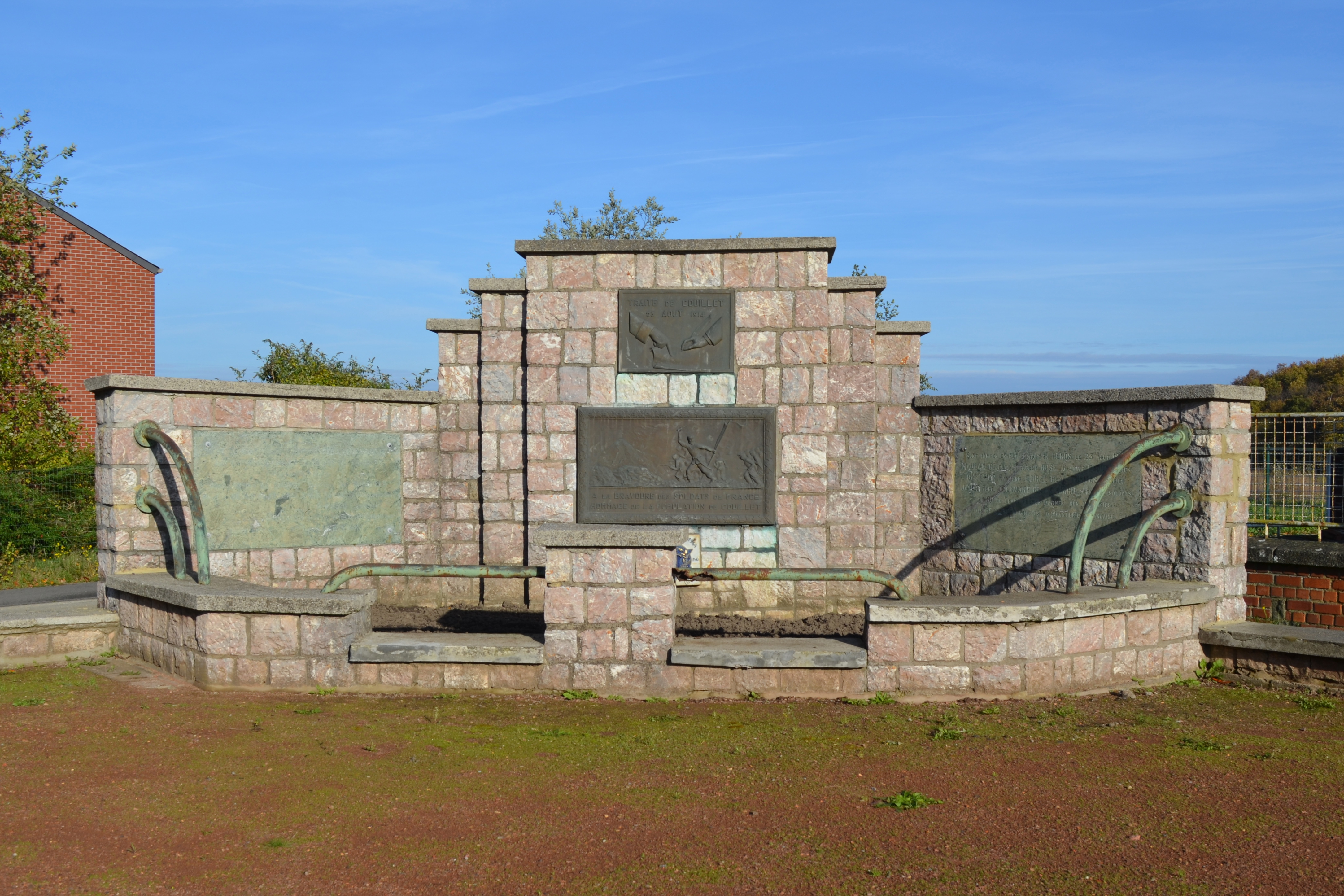
Monuments commémorant le traité de Couillet signé le 23 août 1914 et les soldats français morts à Couillet lors de la Bataille de Charleroi.
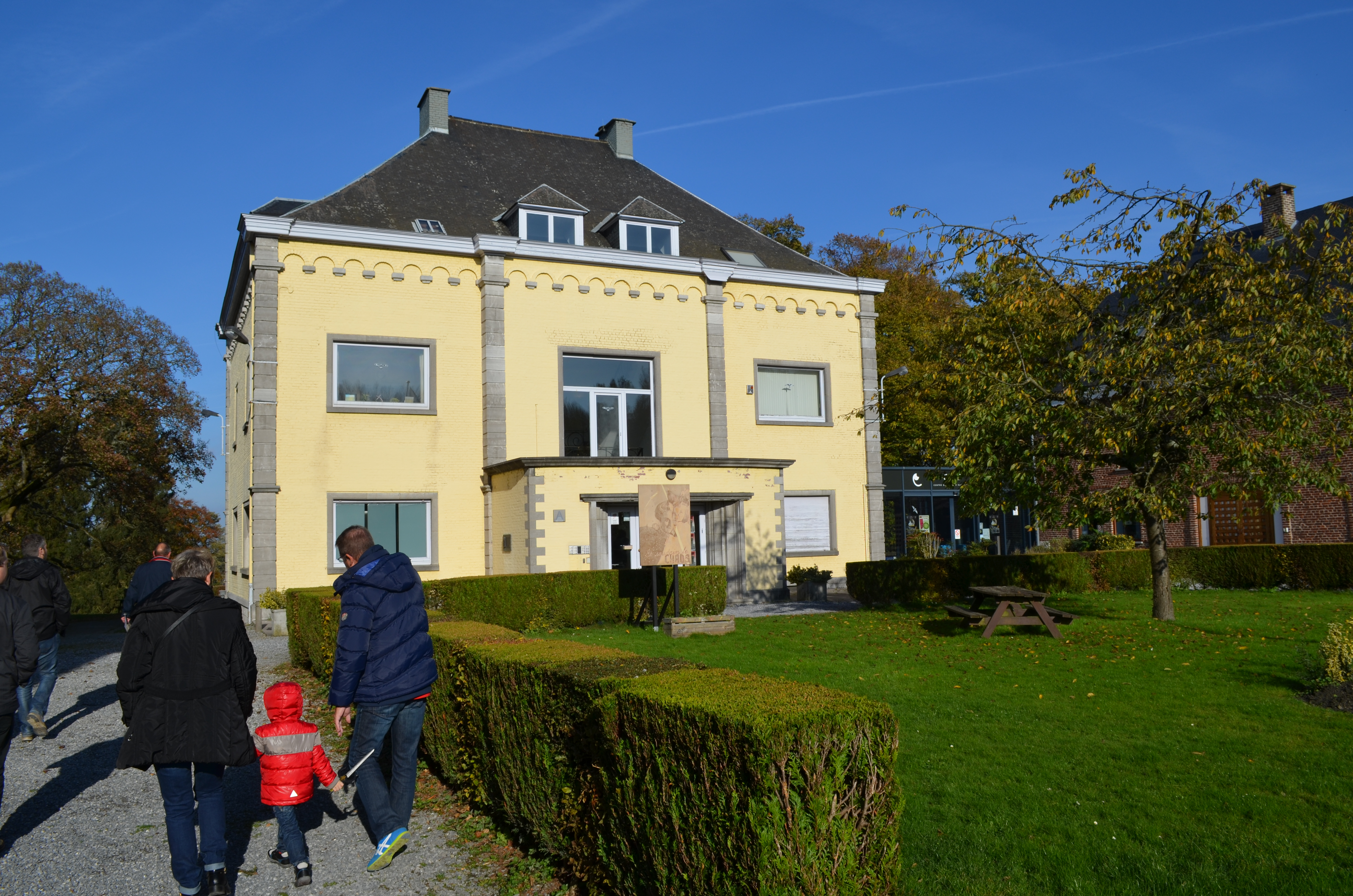
Château de Parentville où se trouve le centre culturel scientifique.

## Économie

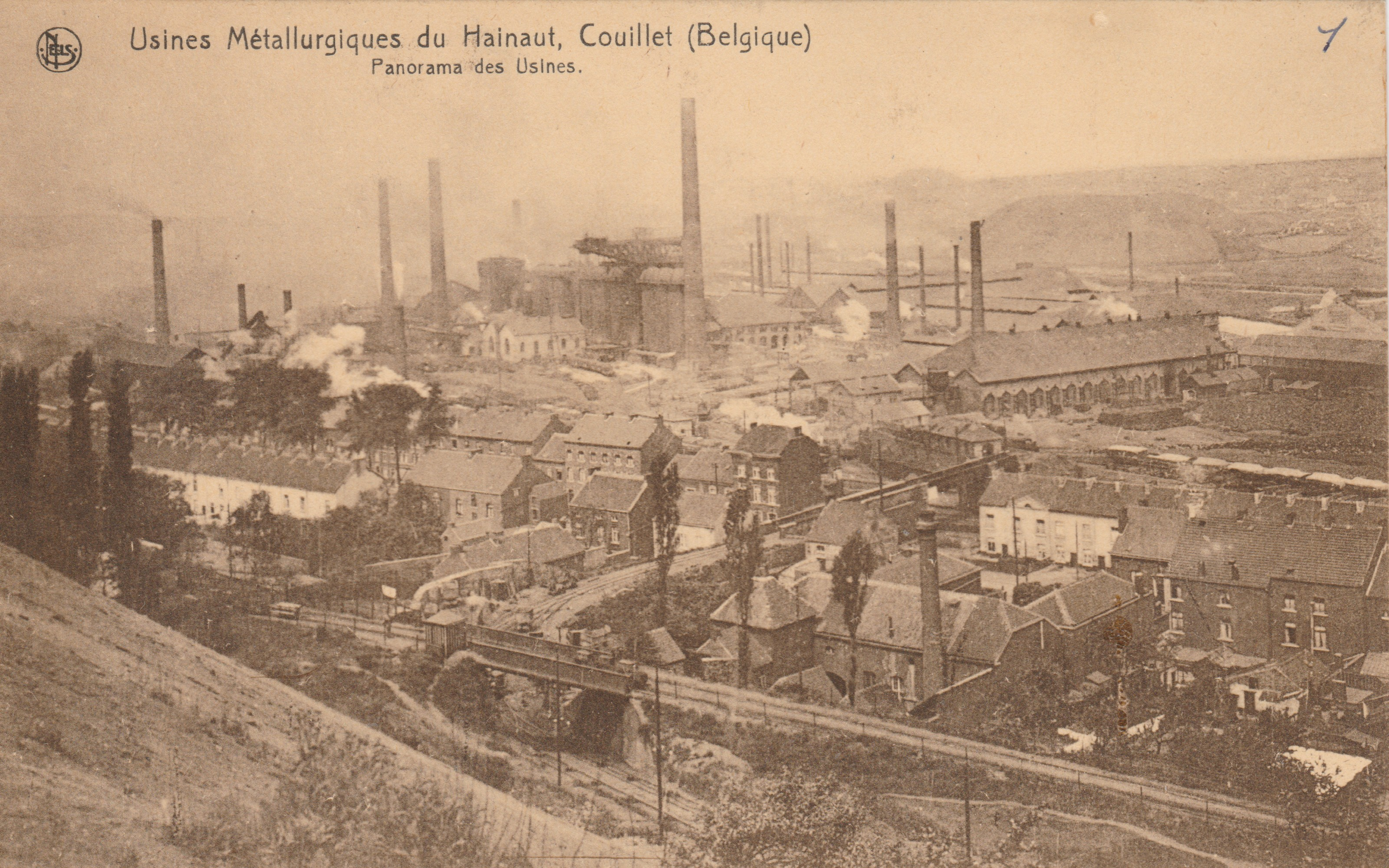
Vue panoramique des usines métallurgiques du Hainaut.

Sous l'Ancien Régime, Couillet était un village semi-agricole et semi-forestier. Au fil du temps, la localité a évolué vers une vocation industrielle (verreries, hauts-fourneaux, charbonnages).
La présence dans le sous-sol de Couillet de houille a permis dans un premier temps le développement d'une activité minière et de charbonnages (Puits Sainte-Marie à Fiestaux, fermé en 1956 et Puits no 5 dit du « Pêchon », à la limite avec Marcinelle, siège de la société Monceau-Fontaine). Bénéficiant d'un approvisionnement bon marché à proximité, l'industrie métallurgique s'est ensuite installée. C'est ainsi qu'on trouvait à Couillet, les Usines Métallurgiques du Hainaut et la Société anonyme des Hauts-Fourneaux et Charbonnages de Marcinelle et Couillet. Ces deux secteurs d'activité ont connu le déclin qui ont entraîné à la fermeture des charbonnages et des usines dans les années 50 et 70. Du Puits no 5 dit du « Pêchon », ne restent que les deux chevalements du puits. La fermeture des industries a entraîné une décroissance de la population.
En 1863, Couillet est la première commune belge qui voit l'installation de la première usine appartenant à la Société Solvay & Cie spécialisée dans la chimie. La carrière des Festiaux a été exploitée des années 1900 aux années 1980 par la Société Solvay pour alimenter cette usine en vue de la fabrication de la soude caustique (procédé Solvay). En 1998, l'usine historique est désaffectée, Solvay y arrêtant la seule activité qui y subsistait, la production de chlorure de calcium.
En 2013, est construit à Couillet un grand centre de tri automatisé des déchets PMC dénommé Valtris qui dépend de l'Intercommunale de collecte et de destruction des immondices (ICDI) de la région de Charleroi désormais appelée Tibi. En juin 2021, le centre Valtris de tri de déchets est modernisé, permettant grâce à sa technologie de pointe, de séparer en 14 fractions distinctes le contenu du sac bleu de près de 1,7 million d’habitants des zones intercommunales de la province de Namur, de la province du Brabant wallon, de la province de Luxembourg et de la région de Charleroi.
Couillet dispose de commerces de quartier et d'un grand centre commercial Bellefleur  en bordure du Ring R3.

### Service de santé
Maison de repos ; Résidence « Au R'cwè du Vî Clotchi », rue de Gilly faisant partie du CPAS de Charleroi.

### Transports

#### Routes
La localité est desservie par la Nationale 5 (Bruxelles à Gué-Hossus à la frontière) et le grand périphérique de Charleroi le R3, Couillet est aussi desservie par la Nationale 572 (Gilly-Haies à Couillet-Queue), pour rejoindre la Nationale 5 et la Nationale 576 (Couillet-Hauchies à Châtelet-Bouffioulx).

#### Train

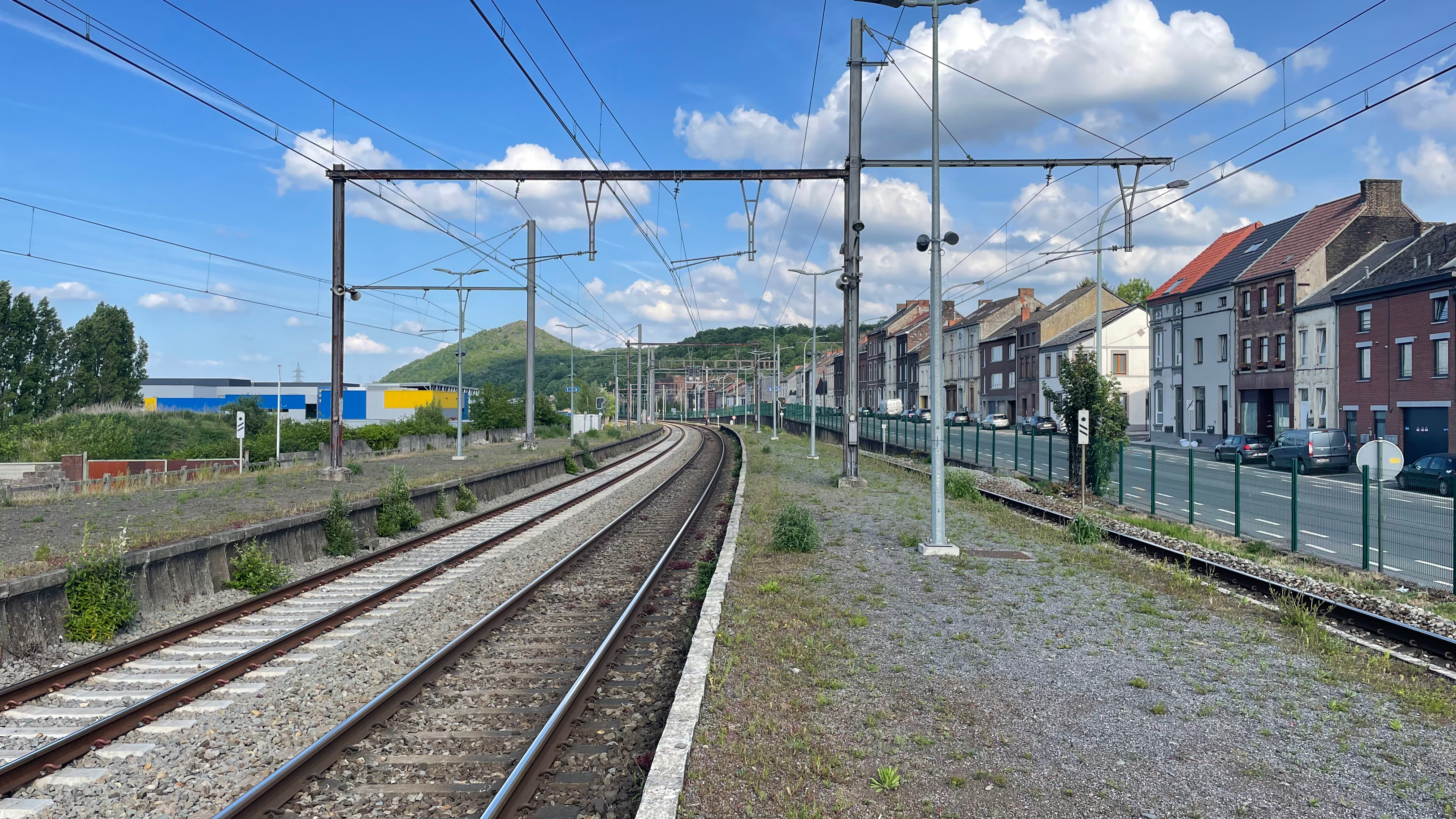
Gare de Couillet vers Châtelet.

La localité de Couillet est traversée par la ligne 130 de Charleroi à Namur dite ligne de la Basse-Sambre passe dans les communes de Charleroi, Couillet, Châtelet-Châtelineau, Farciennes, Tamines, Auvelais (Sambreville), Jemeppe-sur-Sambre, Floreffe et Namur.

#### Bus
| Ligne n° | Terminus                                                  | Jours de services          | Remarques |
| -------- | --------------------------------------------------------- | -------------------------- | --- |
| 12       | Loverval Imtr-Gilly Cimetière                             | Lu, Ma, Me, Je, Ve, Sa, Di | La ligne 12 de bus (Loverval Imtr-Gilly Cimetière) a 35 arrêts au départ de Loverval Imtr et se termine à Gilly Cimetière.                                                         |
| 13       | Presles Cité Solaire-Charleroi Gare Centrale Quai 19      | Lu, Ma, Me, Je, Ve, Sa     | La ligne 13 de bus (Presles Cité Solaire-Charleroi Gare Centrale-Quai 19) a 46 arrêts au départ de Presles Cité Solaire et se termine à Charleroi Gare Centrale-Quai 19.           |
| 18       | Jumet Rue Delvaux (Dépôt Jumet)-Châtelet Rue Pierre Jouet | Lu, Ma, Me, Je, Ve, Sa, Di | La ligne 18 de bus (Jumet Rue Delvaux (Dépôt Jumet)-Châtelet Rue Pierre Jouet) a 49 arrêts au départ de Jumet Rue Delvaux (Dépôt Jumet) et se termine à Châtelet Rue Pierre Jouet. |
| 19       | Loverval Loverval-Charleroi Gare Centrale Quai 19         | Lu, Ma, Me, Je, Ve, Sa, Di | La ligne 19 de bus (Loverval Loverval-Charleroi Gare Centrale-Quai 19) a 15 arrêts au départ de Loverval Loverval et se termine à Charleroi Gare Centrale-Quai 19.                 |
| 20       | Gerpinnes Centre-Charleroi Gare Centrale Quai 19          | Lu, Ma, Me, Je, Ve         | La ligne 20 de bus (Gerpinnes Centre-Charleroi Gare Centrale-Quai 19) a 38 arrêts au départ de Gerpinnes Centre et se termine à Charleroi Gare Centrale-Quai 19.                   |

## Sports et vie associative

### Sports

#### Clubs
- Club de Tennis de Table Buffalo Couillet.
- Club de Tennis de Table Phoenix Couillet
- Football : Racing Charleroi Couillet Fleurus.
- Football : SC Montignies au stade du Fiestaux et au stade Les Tourterelles.

#### Infrastructures
- Stade Les Tourterelles.
- Stade du Fiestaux, où se trouve la plaine de jeux Eugène Van Walleghem. En 1937, l'administration communale inaugure la première plaine de jeux, encadrée par des instituteurs et institutrices. Pendant la guerre, la société Solvay décide d'assurer elle-même l'ouverture de la plaine de jeux, qui connaît un grand succès durant la période de ravitaillement. En 1950, la plaine quitte Couillet, et trois moniteurs sont chargés d'accompagner les enfants à celle de Marcinelle. En 1961, l'administration communale entreprend la construction d'un complexe pour accueillir la plaine de jeux, avec une inauguration des nouveaux locaux cette année-là[59].

## Personnalités liées à Couillet

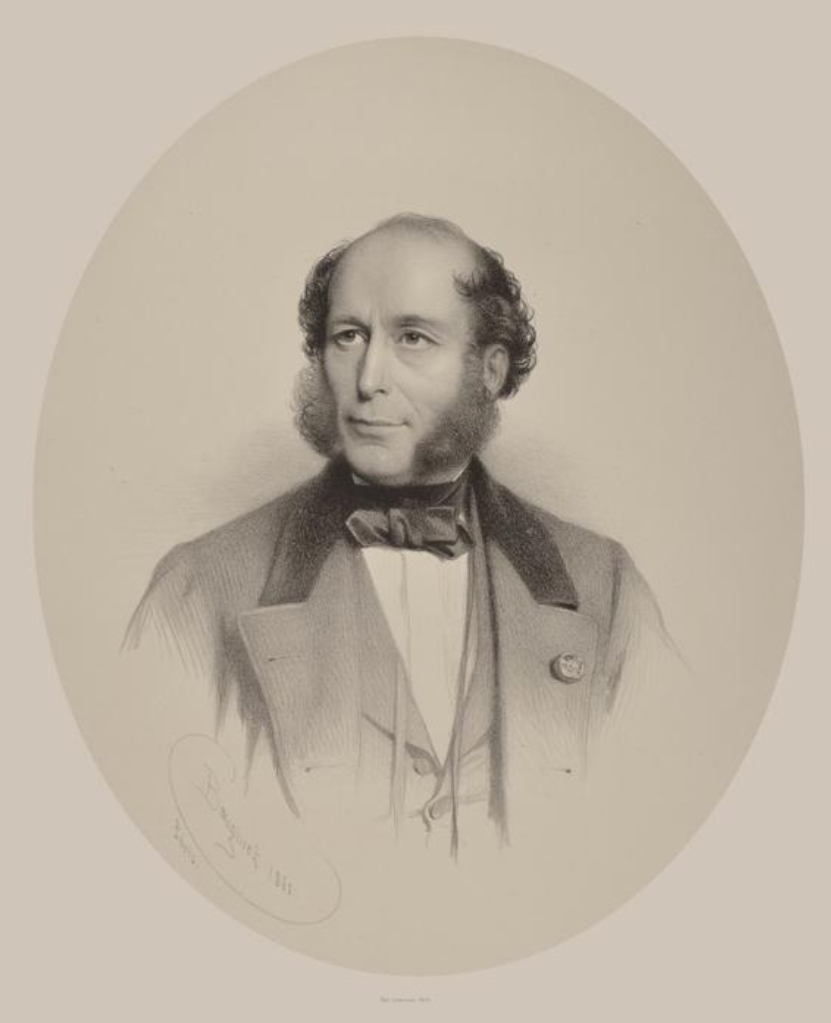
Lithographie de Basile Parent par Charles Baugniet (1861).

- Lithographie de Basile Parent par Charles Baugniet (1861).Jean de Thiant, (1667-1725), chirurgien émigré à Paris.
- Scholastique Dussart (la veuve Dubois). C'est à la suite de son assassinat que Jan Coucke et Pieter Goethals furent condamnés à la peine capitale.
- Basile Parent (1807-1866), entrepreneur et industriel dans les chemins de fer en Belgique et en France. Né à Couillet.
- Nestor Cambier (1879-1957), peintre qui a notamment créé des cartons[Note 5] pour la cathédrale de Newark dans l'État du New Jersey en 1906.
- Victor Tahon y habitait en 1883. Il y a reçu l'académicien français Victor Cherbuliez.
- Élie Baussart (1887-1965), militant wallon, né à Couillet[60].
- Richard Dupierreux (1891-1957), homme de lettres, journaliste, critique d'art et de théâtre.
- Paul Lebeau (1925-2012), jésuite théologien et œcuméniste né à Couillet.